# Pleurothallis lindenii
Pleurothallis lindenii är en orkidéart som beskrevs av John Lindley. Pleurothallis lindenii ingår i släktet Pleurothallis och familjen orkidéer. Inga underarter finns listade i Catalogue of Life.